# Issa (clan)
De Issa is een subclan van de Somalische Dir-clan, afkomstig uit de Hoorn van Afrika.
Hun grondgebied strekt zich uit over drie landen:
- De meerderheid van de Issa-clan leeft in Djibouti, waar zij de grootste Somalische clan vormen, gevolgd door de Gadabuursi, die ook tot de Dir clan behoort.
- Aanzienlijke aantallen van de Issa komen uit de regio Somali in Ethiopië.
- Kleinere groepen zijn te vinden zijn in de regio's Awdal en Salal in Somalië, die deel uitmaken van de facto Somaliland.